# 수원역 전동차 추돌 사고
수원역 전동차 추돌 사고(水原驛電動車追突事故)는 2002년 2월 22일, 경부선 수원역 구내에서 신호 대기 중이던 서울특별시 지하철공사 소속 전동열차를 대한민국 철도청 소속 선로보수 모터카가 추돌하여 많은 인명 및 재산 피해를 야기한 철도 사고이다.

## 사고 개요
2002년 2월 22일 오전, 경기도 수원역 근처에서 당시 서울특별시 지하철공사 소속 수원행 S577호 전동차 가 서울발 부산행 무궁화호 제 215열차를 선행시키기 위하여 신호기 외방에서 정차하던중 당시 대한민국 철도청 소속 선로 보수 모터카와 충돌하여 객차 6량이 크게 파손되면서 탈선한 사고다. 사고 직후, 일부 승객들과 철도 직원 및 구조대원이 부상자를 수습하였으며, 나머지 승객들은 수원역까지 약 500m를 걸어갔다. 사망자는 없으나, 중경상을 입은 승객은 31명에 달하였다.

## 사고 원인
짙은 안개로 인하여 선로보수장비 운전원의 시야가 충분히 확보되지 않았으며, 신호기 상태를 제대로 확인하지 않고 억측운전으로 정차하지 않고 계속 진행하던 것이 주요 원인으로 작용하였다. 또한 사고를 야기한 장비운전원은 부임한 지 1년 남짓한 신입 직원이었으며, 안전 지도를 할 선임자 없이 단독으로 운행하였던 것으로 밝혀졌다.

## 피해 규모
- 인명 피해 : 부상 31명, 사망자 없음
- 재산 피해 : 약 49억 2천만원[1]
- 운행 중단 : 사고 편성의 운행 중단 기간은 약 2년 7~9개월
- 파손 규모 : 107편성의 1014호 운전 객차는 2토막 절단파손, 나머지 파손객차 5량은 프레임 및 차체의 심각한 변형 등의 피해를 입었다.

## 피해 복구
- 수습 : 사고 발생 직후에 부상자와 승객들을 구호한 뒤 임시 선로로 사고 편성을 유치시켰으며, 그 후 직접적으로 파손된 107편성의 1014호 운전 객차는 서울특별시 용산구의 서울 철도차량 정비창에 임시 유치하였고, 남은 9량의 잔존 편성은 경부선 부곡역 구내 임시 선로에 일시 유치시켜 놓은 상태로 사후 수습 대책에 들어갔다.

- 과정 : 사고를 야기한 당시 철도청에서는 같은 모델의 차량으로 배상하려 하였으나, 당시 서울특별시 지하철공사 측에서는 피해를 당한 열차 중 일부 객차에 1999년에 제작된 객차까지 있었던 점을 들어 실질적인 손해 배상금을 청구하였고, 그 과정에서 수 차례 이견과 대립이 발생하여 협상에 많은 어려움을 겪었다.

- 결과 : 2002년 10월 29일, 철도청은 최종적으로 당시 서울특별시 지하철공사의 입장을 받아들여 손해 배상금으로 마무리하고 현대로템 의왕공장으로 파손 차량을 회송하였다. 직접적으로 피해를 입은 당시 107편성의 1014호(現 111편성의 1911호) 운전 객차는 전면 새로 제작하였고, 남은 차량 5량에 대해서는 통로문 교체 및 차체 교정 수리 등의 중수선을 거쳐 복구가 완료되었다. 한편, 2003년 2월 18일에 발생한 대구 지하철 화재 참사를 계기로 내연 기준의 강화에 따른 불연 내장재 교체 사업 기간에 맞물린 시점이 마침 사고 편성을 복원하는 중이어서 기본적으로 불연 내장재로 완전히 교체된 후 2004년 11월 20일부터 본격적인 영업 운행에 복귀하였다.

## 같이 보기
- 서울교통공사 1000호대 저항제어 전동차